# 清野村 (長野県)
清野村（きよのむら）は長野県埴科郡にあった村。現在の長野市松代町清野・松代町岩野にあたる。

## 地理
- 山：妻女山、薬師山
- 河川：千曲川

## 歴史
- 1889年（明治22年）4月1日 - 町村制の施行により、清野村・岩野村の区域をもって発足。
- 1951年（昭和26年）4月3日 - 松代町・東条村と合併して松代町が発足。同日清野村廃止。

## 交通

### 鉄道路線
- 長野電鉄
  - 河東線
    - 岩野駅 - 象山口駅

### 道路
- 谷街道（現・国道403号）

現在は旧村域に上信越自動車道の松代パーキングエリアが所在するが、当時は未開通。